# Житловий будинок Гавала
Житловий будинок М. А. Гавала (рос. Жилой дом Н. А. Гавала) — будівля в Ростові-на-Дону, розташована на Пушкінській вулиці (будинок 93). Житловий будинок побудований в кінці XIX століття. Має статус об'єкта культурної спадщини регіонального значення.

## Історія
Першим власником житлового будинку був член Російського біржового товариства Микола Антонович Гавала, грек за походженням. За документами 1913 року будинком володіла Марія Георгіївна Гавала, імовірно, його дружина. Сім'я Гавала виїхала з Ростова в роки Громадянської війни. Після приходу радянської влади будинок націоналізували і влаштували в ньому комунальне житло. У подальшому будинок неодноразово ремонтувався.

## Архітектура
Двоповерховий житловий будинок розташований по червоній лінії Пушкінської вулиці. Як і в багатьох інших житлових будинках кінця XIX, в його архітектурі сполучилися елементи різних стилів. З боків розташовані дві арки: парадний вхід (ліворуч) і в'їзд у двір (праворуч). На кованій решітці в'їзних воріт вензелі з буквами «Н» і «Г». На парадному вході спочатку також були дві невеликі ковані решітки з вензелями, але до нашого часу збереглася лише одна. Стіни першого поверху оформлені рустом. Віконні прорізи декоровані різноманітними наличниками. На другому поверсі над бічними воротами вузькі вікна зближені по три. В центральній частині — дві пари вікон, зближених за два. Фасад завершений парапетами з напівколонами і декоративними кронштейнами. Мансардний поверх сильно перебудований.